# Abfertigungsstelle
Eine Abfertigungsstelle ist in Deutschland im Bereich des grenzüberschreitenden Warenverkehrs eine Außenstelle eines Zollamtes oder Hauptzollamtes.
Diese Außenstellen werden eingerichtet, wenn an einem Ort, der räumlich zu weit von der Dienststelle entfernt ist, zwar ein hohes Abfertigungsaufkommen vorliegt, sich die Einrichtung eines eigenen Zollamtes aber nicht lohnt. Typische Beispiele sind Bahnhöfe, Containerterminals, große Unternehmen/Speditionen etc.
Die Außenstellen sind organisatorisch den jeweiligen Dienststellen zugehörig und haben zum Teil andere Dienstzeiten als diese.